# La red
La red és una pel·lícula dramàtica mexicana del 1953 dirigida per Emilio Fernández Romo. Va ser inscrita en la secció oficial del 6è Festival Internacional de Cinema de Canes.

## Sinopsi
Antonio i José Luis, dos joves bandolers, són atrapats en flagrant delicte durant un robatori a la duana. José Luis és detingut, però Antonio aconsegueix fugir. Vivia en una platja deserta amb la seva amant Rosanna. Viuen de la venda d'esponges capturades per Antonio, que els permet comprar menjar. Un dia, se'ls uneix José Luis que va aconseguir escapar. Antonio accepta amagar-lo malgrat l'hostilitat de Rossana que admet haver estimat el company del seu amant en el passat.

## Repartiment
- Rossana Podestà - Rossana
- Crox Alvarado - Antonio
- Armando Silvestre - José Luis
- Guillermo Cramer - Rivera
- Carlos Riquelme - Comerciant d'esponges
- Margarito Luna - Pescador
- Armando Velasco
- Lilia Fresno
- Antonio Bribiesca - Guitarrista
- Emilio Garibay - Policia
- Manuel Vergara 'Manver' - Cambrer